# Cour de cassation (Haïti)
Pour les autres articles nationaux ou selon les autres juridictions, voir Cour de cassation.
La Cour de cassation d'Haïti est la plus haute instance du pouvoir judiciaire de la république d'Haïti.

## Composition
La Constitution d'Haïti de 1987 dispose que les douze juges de la Cour de cassation sont nommés pour dix ans par le président de la République sur une liste de trois personnes par siège présentée par le Sénat. 
Les juges sont inamovibles et ne peuvent être destitués que pour forfaiture légalement prononcée, ou ne peuvent être suspendus qu'à la suite d'une inculpation. Ils sont alors justiciables de la Haute Cour de justice. Ils ne peuvent être l'objet d'affectation nouvelle, sans leur consentement, même en cas de promotion. Il ne peut être mis fin à leur service durant leur mandat qu'en cas d'incapacité physique ou mentale permanente dûment constatée.

### Composition actuelle
Après les nominations en date du 18 janvier 2019, publiées dans le Le Moniteur du 1er février 2019, la Cour est alors au complet. 
| Nom                        | Fonction       | Mandat | Nommé par       |
| -------------------------- | -------------- | ------ | --------------- |
| Jean-Joseph Lebrun         | Président      | 2022   | Ariel Henry     |
| Jean-Claude Théogène       | Vice-président | 2019   | Jovenel Moïse   |
| Barthélemy Anténor         | Juge           | 2019   | Jovenel Moïse   |
| Sténio Bellevue            | Juge           | 2019   | Jovenel Moïse   |
| Jean-Joseph Lebrun         | Juge           | 2019   | Jovenel Moïse   |
| Jules Cantave              | Juge           | 2015   | Michel Martelly |
| Franzi Philémon            | Juge           | 2012   | Michel Martelly |
| Louis Pressoir Jean-Pierre | Juge           | 2012   | Michel Martelly |
| Kesnel Michel Thémezi      | Juge           | 2012   | Michel Martelly |

Jean Nikelson Pierre Louis est nommé administrateur en 2019.

### Présidents
| Nom                | Mandat                             | Remarques        |
| ------------------ | ---------------------------------- | ---------------- |
| Émile Jonassaint   | 28 octobre 1991 - 7 septembre 1993 |                  |
| Boniface Alexandre | 3 mai 2002 - 17 mai 2006           |                  |
| Jules Cantave      | 9 mars 2015 - 1er février 2019     |                  |
| René Sylvestre     | 1er février 2019 - 23 juin 2021    | Mort en fonction |
| Jean-Joseph Lebrun | depuis le 22 novembre 2022         |                  |

## Pouvoirs
La Cour, saisie par un pourvoi, juge de la régularité et de la conformité au droit des décisions prises en dernier ressort par les cours et tribunaux en se prononçant sur la forme et non sur le fond. Dans le cas où elle juge que le droit n'a pas été respecté, elle exerce son pouvoir de cassation en annulant le jugement et en renvoyant l'affaire vers une nouvelle juridiction. Ce n'est qu'en cas de second pourvoi de la même affaire qu'elle statue sur le fond.
En outre, elle se prononce sur les conflits d'attributions, opposant deux types de juridiction, les affaires portées devant les tribunaux militaires et l'inconstitutionnalité des lois.

## Siège
Situé dans le centre-ville de Port-au-Prince, le bâtiment de la Cour est détruit lors du séisme du 12 janvier 2010. Son siège est alors transféré dans les locaux de l'École nationale de la magistrature. En 2013, grâce à l'aide de Taïwan, la construction d'un nouvel édifice est entreprise au Champ-de-Mars. Il est solennellement inauguré le 14 juillet 2015.

## Relations avec des juridictions étrangères
La Cour de cassation est membre de l'Association des hautes juridictions de cassation des pays ayant en partage l'usage du français.